# Richterswil
Richterswil är en ort och kommun  i distriktet Horgen i kantonen Zürich, Schweiz. Kommunen har 14 209 invånare (2023).
Kommunen består av orterna Richterswil (10 246 invånare) och Samstagern (3 160 invånare) (2018).
Orten Richterswil ligger vid Zürichsjön cirka 25 km sydöst om Zürich.